# Matt Fraction
Matt Fritchman (1 de dezembro de 1975), mais conhecido pelo nome artístico de Matt Fraction, é um autor de histórias em quadrinhos americanas. É o criador das séries Casanova e Sex Criminals, publicadas pela Image Comics. Como roteirista contratado pela Marvel Comics contribuiu significativamente para as revistas Hawkeye e Fantastic Four. Em 2013 e em 2014 Fraction foi indicado ao Eisner Award de "Melhor Escritor" por seu trabalho nessas quatro séries. Com o desenhista Salvador Larroca foi indicado em 2008 ao Eisner de "Melhor Edição Especial" pelo trabalho desenvolvido na história To Have or to Hold, publicada em Sensational Spider-Man Annual. Outra história de Fraction, Pizza Is My Business, foi a vencedora da categoria em 2014.
Quatro séries com roteiros Fraction já foram indicadas ao Eisner de "Melhor Série Estreante": The Immortal Iron Fist, co-escrita com Ed Brubaker, recebeu uma indicação em 2008, The Invincible Iron Man venceu no ano seguinte, Sex Criminals venceu em 2014 e Hawkeye foi indicada no ano anterior. Fraction é casado com a também escritora Kelly Sue DeConnick, com quem tem dois filhos, Henry e Tallulah.
Fraction é amigo próximo do também roteirista Ed Brubaker, ambos escreveram juntos a história A Essência do Medo em 2011.